# Alopecognathus
Alopecognathus es un género extinto de terápsidos terocéfalos de finales del Pérmico de Sudáfrica.